# 因菲塔
因菲塔（阿拉伯語：انفتاح）或稱43號法律（英語：Law 43 of 1974），是時任埃及阿拉伯共和國總統安瓦爾·薩達特在1973年贖罪日戰爭後提出的開放政策。因菲塔的意思是指「開放」或「開啟大門」，旨在推動開放埃及境內的私人投資企業，促使國內的經濟交流。

## 背景
在納賽爾時期，時任埃及共和國總統納賽爾·海珊推行一系列經濟政策，主張以阿拉伯社會主義的計畫經濟方向發展，使國家主義與社會主義在埃及境內發展興盛，然而，隨著總統納賽爾·海珊的逝世，埃及境內反對派人士認為埃及的國家主義經濟及其龐大的公共部門已經演變成一種「蘇維埃體制」，是一種效率低下、官僚主義、嚴重浪費與國家資本迫害的制度。時任埃及阿拉伯共和國總統安瓦爾·薩達特為此在贖罪日戰爭之時提出了因菲塔的開放政策，一方面是避免民眾將注意力集中關注在與以色列國的戰爭，另一方面則是為了穩固自己的地位，因此在戰爭後，安瓦爾·薩達特主張財產私有化，推行自由市場經濟與資本主義改革，並將外交政策導向了美利堅西方集團，促使國內經濟成長繁榮，邁向多元民主的目標。

## 缺點
埃及國民普遍認為，因菲塔的實施有其致命缺陷，政府透過土地發放、物資優惠與租稅減免政策的獎勵機制，鼓勵與扶植公司、企業與工廠的成立與發展，使得家族企業發展起來，後形成大集團公司與跨國企業，獨佔出資作為資本中心的大型綜合企業，造成了嚴重的貧富差距，有錢的人越發有錢，窮人卻越發的窮，此外，這些企業也逐漸建立了忠於政府的權力基礎，形成了財閥。 數以百萬計原本貧困的埃及人，在納賽爾時期下，透過教育以及在政府或半官方機構任職醫師、工程師、教師、律師等工作，躋身中產階級，但卻被困在「日益邊緣化、停滯不前和低收入」的社會中。因菲塔對納賽爾時期的中產階級造成了嚴重衝擊，顛覆了納賽爾主義的社會主義原則，在因菲塔的方案中，撤銷了免費教育、廢除封建制度、土地和工業私有化、累進稅制等政策，引發了中產階級的不滿。

## 終結
1977年，薩達特政府宣布取消基本食品補貼，民眾對因菲塔政策的負面反應也在此時爆發，引發了數十萬埃及人民參與的大規模示威暴動。1981年10月6日，薩達特在開羅閱兵式上遇刺，因菲塔至此尚無再次實施。